# Guy Parzy
Guy Parzy, né le 30 juillet 1909 à Joinville (Haute-Marne) et mort le 26 novembre 2001 dans le 14e arrondissement de Paris, est un acteur de théâtre et de cinéma français, actif entre 1928 et 1947.

## Biographie
Fils et petit-fils de négociants joinvillois, il entre au Conservatoire de Nancy où il obtient un second prix de comédie et un premier accessit de diction en juin 1927. Après deux saisons au sein de la troupe du théâtre de l'Athénée, il va faire carrière pendant 15 ans à l'Odéon où, entre 1929 et 1944, il aura l'occasion de jouer dans des pièces du répertoire classique aux côtés de Louis Seigner ou de Georges Chamarat, futurs sociétaires de la Comédie-Française.
Colette le remarque en mars 1935 à la générale de Jeanne Doré de Tristan Bernard. Elle écrit : "un jeune artiste, Guy Parzy, joua passionnément, avec un accent naturel et juste, le rôle du fils assassin".
À l'occasion d'une chronique théâtrale publiée en 1937 dans le journal L'Opinion, le rédacteur de l'article écrit que « M. Guy Parzy, sous les traits de Zoubov, a été un comédien très adroit et très doué, qui ne tardera pas à se faire un grand nom parmi les jeunes premiers ».
Après la guerre, on le voit encore apparaître sur scène à la fin de 1946 et au début de 1947 à la comédie de Genève avant de se retirer du métier d'acteur et d'ouvrir un cours de théâtre à Paris qu'il animera pendant une vingtaine d'années.
Au cinéma, Guy Parzy n'obtiendra que des seconds rôles dans seulement six films entre 1932 et 1943.

## Carrière au théâtre
- 1928 : Romance, pièce en 3 actes et 5 tableaux dont un prologue et un épilogue, de Robert de Flers et Francis de Croisset, d'après l'œuvre d'Edward Sheldon, au théâtre de l'Athénée (6 décembre) : Williams Clay[5]
- 1929 : La Gloire, comédie en 3 actes de Lucien Gleize, au théâtre de l'Odéon (27 septembre)
- 1929 : Les Ventres dorés, pièce en 5 actes et 6 tableaux d'Emile Fabre, au théâtre de l'Odéon (16 octobre) : le Roi
- 1929 : Le Beau Métier, comédie en 4 actes d'Henri Clerc, mise en scène de Firmin Gémier, au théâtre de l'Odéon (24 décembre) : André Barrail
- 1930 : La Sonnette d'alarme, comédie en 3 actes de Maurice Hennequin et Romain Coolus, au théâtre de l'Odéon (26 janvier) : un chasseur
- 1930 : La Châtelaine de Shenstone, pièce en 4 actes d'André Bisson, d'après le roman de Florence L. Barclay, au théâtre de l'Odéon (28 février) : Marcellin
- 1930 : Boën ou la possession des biens, comédie en 3 actes de Jules Romains, mise en scène d'Alexandre Arquillière, au théâtre de l'Odéon (4 décembre) : Pierre Boën
- 1931 : Les yeux de la gitane, comédie en 1 acte de Léon Guillot de Saix, d'après Prime jeunesse de Pierre Loti, au théâtre Eclairs (20 mars)
- 1931 : Tartuffe, comédie en 5 actes et en vers de Molière, au théâtre de l'Odéon (26 juin)
- 1931 : L'Epreuve, comédie en 1 acte et en prose de Marivaux, au théâtre de l'Odéon (5 décembre) : Lucidor
- 1931 : L'Embuscade, pièce en 4 actes d'Henry Kistemaeckers, au théâtre de l'Odéon (9 décembre) : M. Hermès
- 1932 : Madame Sans-Gêne, comédie historique en 3 actes de Victorien Sardou et Emile Moreau, au théâtre de l'Odéon (7 janvier) : Vinaigre
- 1932 : Nos vingt ans, comédie en 4 actes d'Edmond Guiraud, au théâtre de l'Odéon (27 janvier) : Georges Albaret
- 1932 : Britannicus, tragédie en 5 actes et en vers de Jean Racine, au théâtre de l'Odéon (18 février) : Britannicus
- 1932 : Les Femmes savantes, comédie en 5 actes et en vers de Molière, au théâtre de l'Odéon (mars) : Lépine
- 1932 : L'Affaire des poisons, pièce en 5 actes et un prologue de Victorien Sardou, au théâtre de l'Odéon : M. de Cessac
- 1932 : La Race errante, drame en 3 actes et 6 tableaux et en vers de François Porché, au théâtre de l'Odéon (15 mars) : le 1er commis
- 1932 : L'Avare, comédie en 5 actes et en prose de Molière, au théâtre de l'Odéon (6 mai) : Cléante
- 1932 : La Tour de Nesle, drame en 5 actes et 9 tableaux d'après Alexandre Dumas, adaptation de Frédéric Gaillardet, au théâtre de l'Odéon (20 mai) : le sire de Pierrefonds
- 1932 : Education de Prince, comédie en 4 actes de Maurice Donnay, au théâtre de l'Odéon (11 novembre) : le prince Sacha
- 1933 : Tartuffe, comédie en 5 actes et en vers de Molière, au théâtre de l'Odéon (26 janvier) : Damis
- 1933 : Napoléon, pièce en 4 actes et 34 tableaux de Saint-Georges de Bouhélier, au théâtre de l'Odéon (22 février) : Schwartzenberg / Montholon
- 1934 : La Fleur merveilleuse, pièce en 4 actes et en vers de Miguel Zamacoïs, au théâtre de l'Odéon (26 janvier) : Gilbert
- 1934 : La Servante sans gages, pièce de Jean Yole, mise en scène de Pierre Aldebert, au théâtre de la Madeleine (28 février) : Henry Benoit-Rivaire
- 1934 : Les Plaideurs, comédie en 3 actes de Jean Racine, au théâtre de l'Odéon (1er octobre)
- 1935 : Jeanne Doré, pièce en 5 actes et 7 tableaux de Tristan Bernard, au théâtre de l'Odéon (6 mars) : Jacques Bertrand[6]
- 1935 : Le Petit café, comédie en 3 actes de Tristan Bernard, au théâtre de l'Odéon (15 octobre)
- 1936 : Les Amants romantiques, pièce en vers, en 5 actes et un prologue de Fernand Gregh, au théâtre de l'Odéon (16 mai) : Alfred Tattet
- 1936 : Le Procès de Mary Dugan, pièce en 3 actes d'Henry Torrès et Horace de Carbuccia, d'après la pièce de Bayard Veiller, mise en scène de Paul Abram, au théâtre de l'Odéon (20 mai) : Jimmy Dugan
- 1936 : L'Avare, comédie en 5 actes et en prose de Molière, au théâtre de l'Odéon (30 décembre)
- 1936 : Patrie !, drame historique en 6 tableaux de Victorien Sardou, au théâtre de l'Odéon (avril) : l'Enseigne
- 1936 : Fleur d'oranger, pièce en 3 actes d'André Birabeau et Georges Dolley, au théâtre de l'Odéon (26 septembre) : Raymond Hochet de Méricourt
- 1936 : Le Jour de gloire, pièce d'André Bisson et de Meg Villars, d'après Charles Dickens, au théâtre de l'Odéon (23 décembre) : Ronsin
- 1937 : Une nuit de Don Juan, pièce en 2 actes et en vers d'Henri Simoni, au théâtre de l'Odéon (7 avril) : Angelito, l'écolier
- 1937 : Le Misanthrope, comédie en 5 actes et en vers de Molière, au théâtre de l'Odéon (13 mai)
- 1937 : Catherine empereur, pièce en 3 actes et 5 tableaux de Maurice Rostand, mise en scène de Paul Abram, au théâtre de l'Odéon (29 octobre) : Platon Zoubov
- 1938 : Le Roi Soleil, pièce en 3 actes et 9 tableaux de Saint-Georges Bouhélier, au théâtre de l'Odéon (14 avril) : le duc du Maine
- 1938 : L'Abbé Constantin, comédie de Pierre Decourcelle et Hector Crémieux, d'après le roman de Ludovic Halévy, au théâtre de l'Odéon (12 juin) : Paul de Lavardens
- 1938 : Le Président Haudecœur, comédie en 4 actes de Roger-Ferdinand, au théâtre de l'Odéon (10 octobre) : Pierre Haudecoeur
- 1939 : Goha le Simple, pièce en 3 actes de Jeanne Maxime-David, d'après le roman d'Albert Adès et Albert Josipovici, au théâtre de l'Odéon (2 mai) : Goha
- 1939 : Le Rosaire, pièce de Pierre d'Ouvray, au théâtre de l'Odéon (2 novembre)
- 1939 : Le Fauteuil 47, pièce en 4 actes de Louis Verneuil, au théâtre de l'Odéon (2 décembre)
- 1940 : Ces dames aux chapeaux verts, comédie en 4 actes dont un prologue de Germaine Acremant, d'après son roman, au théâtre de l'Odéon (17 mars)
- 1940 : Peer Gynt, drame en 5 actes d'Henrik Ibsen, musique d'Edvard Grieg, au théâtre de l'Odéon (14 avril)
- 1941 : L'Amour veille, de Robert de Flers et Gaston de Caillavet, au théâtre de l'Odéon (12 juillet)
- 1942 : Durandal ou la candeur merveilleuse, comédie en 1 acte d'André Ransan, mise en scène de René Rocher, au théâtre de l'Odéon (7 mars)
- 1943 : Il ne faut jurer de rien, comédie en 3 actes d'Alfred de Musset, au théâtre de l'Odéon (2 avril) : Valentin
- 1944 : Le Duel, pièce en 3 actes et en prose d'Henri Lavedan, au théâtre de l'Odéon (4 mai) : l'abbé Daniel
- 1944 : Les Romanesques, comédie en 3 actes en vers d'Edmond Rostand, à la Gaîté-Lyrique (27 juillet)[7]
- 1946 : L'Aiglon, drame en 6 actes et en vers d'Edmond Rostand, à la comédie de Genève (24 décembre) : le duc de Reichstadt
- 1947 : Le Locataire du 3ème sur la cour, pièce de Jerome K. Jerome, à la comédie de Genève (20 février) : Archange-gardien

## Carrière au cinéma
- 1932 : La Folle Nuit, de Robert Bibal : Antoine / Antoinette[8].
- 1933 : Les Bleus de l'amour, de Jean de Marguenat : Alfred Brunin[9]
- 1933 : Le Maître de forges, de Fernand Rivers : Octave de Beaulieu
- 1937 : La Maison d'en face, de Christian-Jaque : Albert Pic[10]
- 1942 : Romance à trois, de Roger Richebé (non crédité)[11]
- 1943 : Coup de feu dans la nuit, de Robert Péguy : Claude Lemercier